# Koumansetta
Koumansetta es un género de peces de la familia Gobiidae. Fue descrito por Gilbert Percy Whitley en 1940.

## Especies
- Koumansetta hectori (J. L. B. Smith, 1957)
- Koumansetta rainfordi Whitley, 1940
- Koumansetta hoesei (Marcelo Kovačić, Sergey V. Bogorodsky, Ahmad Osman Mal), 2018